# デッド オア アライブ エクストリーム ビーチバレーボール
『デッド オア アライブ エクストリーム ビーチバレーボール』（DEAD OR ALIVE XTREME BEACH VOLLEYBALL）は、2003年1月23日にテクモより発売されたXbox用ゲームソフト。
略称は「DOAX」や「DOAXBV」。キャッチコピーは「ごめんあそばせ♥」。

## 概要
シリーズ初の派生タイトルで、『デッド オア アライブ3』までのメンバーと合わせた全8名オール女性キャストのヴァケーション体験ゲーム。
プレイヤーは恋愛アドベンチャーにおけるヒロインたちを攻略していくような男主人公ではなく「DOA女性キャラの誰か」となり、パートナーを選んで様々なミニゲームで遊んだり、水着やアクセサリーをプレゼントしドレスアップさせて楽しむもの。

## ゲーム内容

### ビーチバレーボール
副題にもなっているビーチバレーボールは劇中の通貨＝ザックを稼げる方法の1つであると同時に、対人対戦も考慮された本格スポーツゲームでもある。バカンスモードではザック稼ぎで重宝する一方、日数が経つにつれてCPUの「やる気」も増して難易度が上がり、完封するのが困難になっていくというジレンマがある。対戦モードでは5種類で設定されている能力パラメータの数値も大事だが、それ以上に3段階の優劣がある「体格値」という隠し設定も重要で、小さいキャラクターは相手からのジャンプサーブをレシーブしたりスパイクをブロックすると尻餅をついたり吹き飛ばされたりしやすく、ラリーの安定性が勝敗に影響する当作において致命的な隙をつくることになる。

### コスチューム
水着は約300種類が用意されている。また、動物をモチーフにした水着はザックからのプレゼントでしか貰えないレアアイテムとなっており、本人しか着られない専用（オリジナル）水着でもある。
一方、かすみの「ベゴニア」「りんどう」、ティナの「アステローペ」「カノープス」「ポラリス」、レイファンの「ピピット（スカート）」「ウッドペッカー」、あやねの「ラミナ」「バンシー」、エレナの「ミントフラッペ」、ヒトミの「ユニコーン」「タウルス」、リサの「ソフィア」などが『2U』『O』『D』といった格闘ゲーム側に移植された。
さらに、あやねの「エコー」（日本限定）、ヒトミの「ケフェウス」、リサの「アマテラス」に、上述の「アステローペ」と「ラミナ」を加えた全5着が公式の実物アパレルグッズ「DOAXオリジナル水着」シリーズとして実際に販売されたほか、プレスリリース会場となった『E3 2003』では現地アメリカのモデルを起用してのファッションショー演出で披露した。
後述の玩具では、かすみの「あさがお」「カトレア」「ライラック」、ティナの「タイゲタ」「アルゴル」「リゲル」「アルキオーネ」、レイファンの「ウッドペッカー」「ピピット（スカート）」「ホーク（スカート）」「コンドル」「スパロー（スカート）」、あやねの「ピクシー」「スプリガン」、エレナの「ブラッディメアリー」「ハバナビーチ」「キール・ロワイヤル」、ヒトミの「リトルベアー」「フォックス」「コルト」、クリスティの「ジェット」「ムーンストーン」「カーネリアン」、リサの「アウローラ」「マッハ」「ウシャス」「ヴィーナス」「ヘラ」「ガイア」などが立体化されている。
経過日数や日差しの強いスポットで多く過ごすと肌色も5段階で日焼けしていくため、アイテムのサンスクリーンやサンタンローションで濃淡具合を調整できる。また、マニキュア（ペディキュア）による部分的な化粧も可能。

### その他
『3』のサバイバルでトロフィーランク入りしていたり、何度も女性キャラクター同士でタッグバトルをプレイしたセーブデータがあると、スタート時点の所持金が3から10万ザックに増えたり、そのペアのなかよし度が高い状態で始められる。
BGMには自社製作の楽曲はほとんど用いられておらず、オープニングテーマの歌手であるメイヤを含め、ボブ・マーリー、スパイス・ガールズ、ジャネット・ケイといった洋楽アーティストをデフォルトリストとして多数セレクトしている。
互換性サービスには対応していないため、Xbox 360本体からのプレイは不可能となっている。
なお、リリース当時の日本国内ではCEROの導入前だったことからレイティングの対象外となっている。
当作の誕生については、セガの『パワースマッシュ』や『ビーチスパイカーズ』の影響があったと語られている。

## ストーリー
第3回DOA大会で優勝したザックは、賞金を持ってラスベガスのカジノに挑む。さらなる大金を手にしたザックは、なんと南の島を買ってしまう。その名もザック島。そして、その島で第4回DOA大会を行うという偽の招待状を出すのだった。招待状の送り先は、第3回大会出場者の女性だけだった。

## キャラクター
リサ (LISA) が初登場。

## 廉価版
DEAD OR ALIVE XTREME BEACH VOLLEYBALL Platinum Collection
日本の廉価版。
DEAD OR ALIVE XTREME BEACH VOLLEYBALL XBOX CLASSICS
欧州の廉価版。

## グッズ

### 音楽CD
メイヤ "How Crazy Are You?"
コロムビア・レコード。オープニングテーマ。続編でも使用されバカンスシリーズ共通のイメージソングにもなっている。

### 書籍
デッド オア アライブ エクストリーム ビーチ バレーボール パーフェクト ガイド
エンターブレイン、2003年2月19日発売、ISBN 4-7577-1344-4
DEAD OR ALIVE XTREME BEACH VOLLEYBALL BEST SHOT
ソフトバンクパブリッシング、2003年5月2日発売、ISBN 4-7973-2325-6

### 玩具
DEAD OR ALIVE XTREME BEACH VOLLEYBALL
バンダイ、全6+6種 - ガシャポンのシリーズ。エレナとクリスティを除く計6名で、全員に肌が日焼けしているバリエーションがあり、そのさいの水着は黒一色にTeam NINJAの赤いロゴが印刷された当品オリジナルアレンジとなっている。
DEAD OR ALIVE XTREME BEACH VOLLEYBALL 〜常夏のザックアイランド編〜
バンダイ、全6+5種 - 第2弾。ティナとリサを除く計6名で、シークレットにヒトミ、エレナ・クリスティには第1弾と同じ日焼け、かすみ・レイファン・あやねには水着違いのバリエーションがある。
DEAD OR ALIVE XTREME BEACH VOLLEYBALL ONE COIN FIGURE SERIES
KOTOBUKIYA、全8+2+2種 - カプセルトイ。シークレット2種にザック、かすみ・レイファンには（髪型含む）水着違いのバリエーションがある。

## 企画
Xbox Championship Vol.2 〜DEAD OR ALIVE XTREME BEACH VOLLEYBALL〜
2003年9月26日 - 28日開催、マイクロソフト主催 - 『東京ゲームショウ2003』で決勝戦が行われた全国大会。エレナを主とする関西代表が優勝し、JTB旅行券100万円分などの賞品を手にした。